# سوزان بولغار
سوزان بولغار (من مواليد 19 أبريل 1969) هي لاعبة شطرنج أمريكية مجرية. كانت بولغار بطلة العالم في الشطرنج للسيدات من عام 1996 إلى عام 1999. وفي قائمة نظام تصنيف إيلو الصادرة عن الاتحاد الدولي للشطرنج في يوليو 1984، أصبحت في سن الخامسة عشرة لاعبة الشطرنج الأعلى تصنيفًا في العالم. وفي عام 1991، أصبحت ثالث امرأة تحصل على لقب أستاذ كبير من الاتحاد الدولي للشطرنج. حصلت على إحدى عشرة ميدالية في أولمبياد الشطرنج للسيدات (4 ذهبية، 4 فضية، 3 برونزية).
وهي أيضًا مدربة وكاتبة ومروجة، وترعى بولغار العديد من بطولات الشطرنج للاعبين الشباب وهي رئيسة معهد سوزان بولغار للتميز في الشطرنج (SPICE) في جامعة ويبستر. شغلت منصب الرئيس أو الرئيس المشارك للجنة الأتحاد الدولي للشطرنج النسائي من عام 2008 حتى أواخر عام 2018.

## الحياة الشخصية

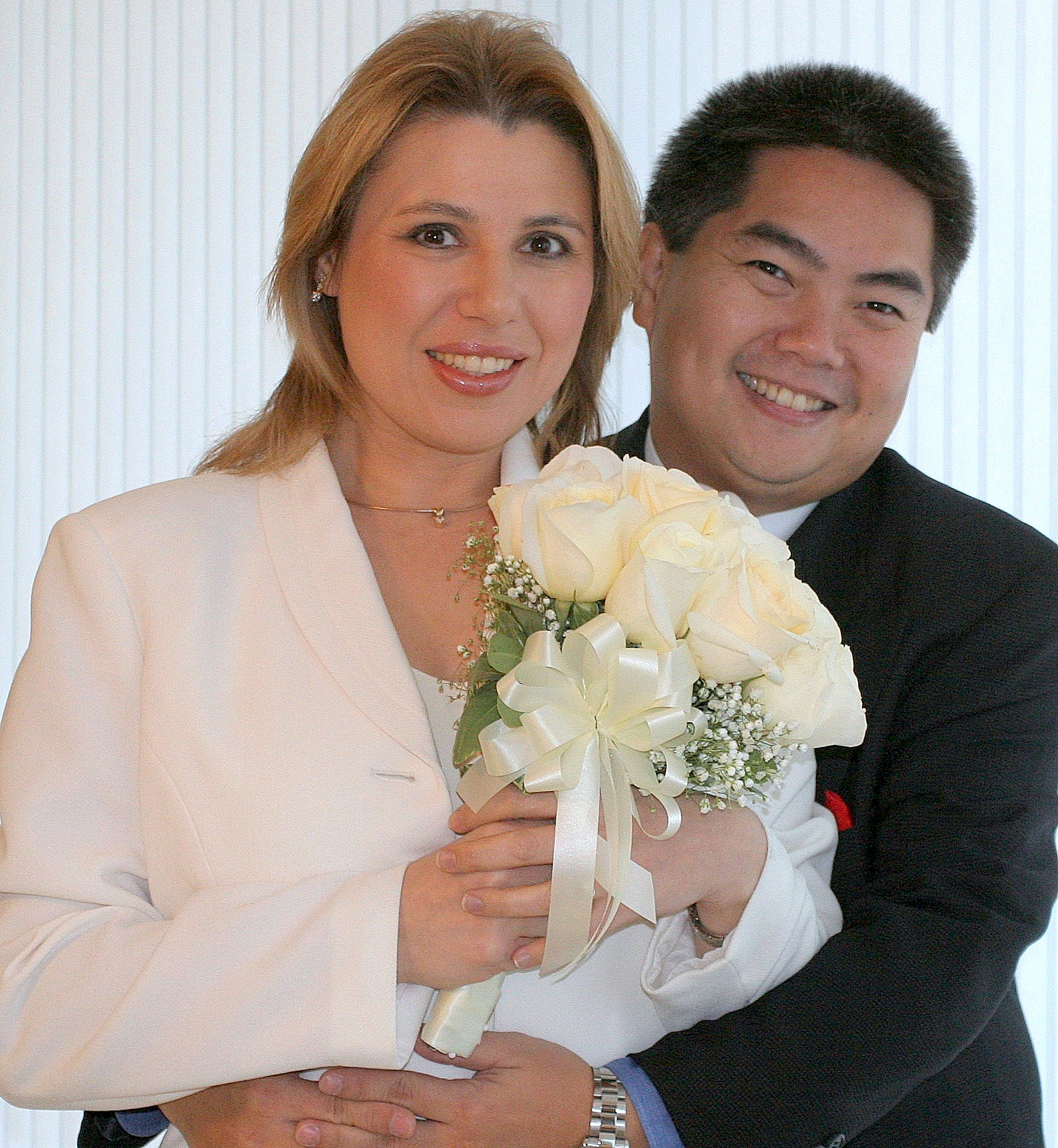
صورة زفاف، 2006

ولدت بولغار في بودابست، المجر، لعائلة يهودية مجرية. في عام 1994، تزوجت بولغار من مستشار الكمبيوتر جاكوب شوتزمان، وانتقلت إلى نيويورك. لديهم ولدان، توم (مواليد 1999) وليام (مواليد 2000). طلقت في وقت لاحق. في ديسمبر 2006، ثم تزوجت من مدير أعمالها وصديقها بول ترونج. تعيش الآن في ضواحي سانت لويس (ولاية ميزوري).

## مهنة الشطرنج
كانت بولغار وشقيقتيها الأصغر منها، غراند ماستر جوديت بولغار والمعلمة الدولية صوفيا، جزءًا من تجربة تعليمية أجراها والدهما لازلو بولغار، الذي سعى إلى إثبات أن الأطفال يمكنهم تحقيق إنجازات استثنائية إذا دربوا على موضوع متخصص منذ سن مبكرة جدًا. "العباقرة يُصنعون ولا يُولدون"، كانت أطروحة لازلو. قام هو وزوجته كلارا بتعليم بناتهما الثلاث في المنزل، حيث كانت مادة الشطرنج هي المادة الرئيسية. في عام 2007، أصدرت ناشيونال جيوغرافيك فيلمًا وثائقيًا مدته ساعة بعنوان "دماغي الرائع" مع سوزان بولغار كموضوع رئيسي (أعيد إصداره على شكل قرص دي في دي في بلدان متعددة بلغات متعددة حتى عام 2010). كما قام الأب بتعليم بناته الثلاث لغة الاسبرانتو. هاجر معظم أفراد عائلتها في نهاية المطاف إلى إسرائيل، لكن سوزان بولغار انتقلت إلى نيويورك بعد زواجها من مواطن أمريكي في عام 1994. وقد لقي أفراد عائلة بولغار، وهم يهوديون، ماتوا في الهولوكوست، وكانت الجدتان من الناجين من معسكر أوشفيتس.
في سن الرابعة، فازت سوزان بولغار بأول بطولة لها في الشطرنج، وهي بطولة بودابست للفتيات تحت 11 عامًا، بنتيجة 10-0. في عام 1981، عندما كان عمرها 12 عامًا، فازت ببطولة العالم تحت 16 عامًا. على الرغم من القيود المفروضة على حريتها في اللعب في البطولات الدولية، في يوليو 1984، عندما كانت بولغار في سن 15 عامًا، أصبحت لاعبة الشطرنج الأعلى تقييمًا في العالم. في عام 1986، عندما كانت تبلغ من العمر 17 عامًا، أخطأت بصعوبة التأهل إلى منطقة زونال، وهي الخطوة الأولى في دورة بطولة العالم "للرجال".
في نوفمبر 1986، قرر الاتحاد الدولي للشطرنج منح 100 نقطة تقييم إضافية من نظام ايلو لجميع اللاعبات النشطات باستثناء بولغار، الأمر الذي أخرجها من المركز الأول في قائمة تصنيفات الاتحاد الدولي للشطرنج لشهر يناير 1987. كان الأساس المنطقي هو أن تقييمات الاتحاد الدولي للشطرنج للسيدات لم تكن متناسبة مع تقييمات الرجال لأن النساء كن يميلن إلى اللعب في البطولات المخصصة للسيدات فقط، وكانت بولغار استثناءً لأنها حتى تلك اللحظة كانت تلعب بشكل أساسي ضد الرجال.
في يناير 1991، أصبحت بولغار ثالث امرأة تحصل على لقب أستاذ كبير من الاتحاد الدولي للشطرنج، بعد نونا جابرينداشفيلي ومايا تشيبوردانيدزه. كانت بولغار أصغر امرأة تصبح أستاذًا كبيرًا في ذلك الوقت، ولكن سرعان ما حطمت جوديت هذا الرقم القياسي في ديسمبر 1991 (حيث أصبحت جوديت أصغر أستاذ كبير وأصغر أستاذ كبير)
في عام 1992، فازت بولغار بكل من بطولة العالم للسيدات وبطولة العالم السريعة للسيدات. قبل عام 1992، كانت بولغار تميل إلى تجنب البطولات المخصصة للسيدات فقط. دخلت دورة المرشحين لبطولة العالم للسيدات 1993 وإقصيت بعد المباراة النهائية للمرشحين مع نانا إيوسيلياني. إجراء المباراة على رقعة الشطرنج ويتقدم الفائز إلى البطولة بناءً على سحب القرعة. أصبحت بطلة العالم للسيدات في محاولتها الثانية في عام 1996. وكان من المقرر أن يتم الدفاع عن لقبها ضد تسي جون من الصين في عام 1998 ولكن الاتحاد الدولي للشطرنج لم يتمكن من العثور على راعي مُرضٍ. في أوائل عام 1999، رتبت المباراة، ولكن بشروط اعترض عليها بولغار. ونتيجة لذلك طلبت بولغار التأجيل لأنها كانت حامل ومن المقرر أن تلد طفلها توم في مارس 1999. وشعرت أنه ليس لديها الوقت الكافي للتعافي، وثانيًا لأن المباراة كانت ستقام بالكامل في الصين، موطن منافسها. لقد أرادت أيضًا الحصول على جائزة أكبر تتوافق على الأقل مع الحد الأدنى المنصوص عليه في لوائح الاتحاد الدولي للشطرنج في ذلك الوقت (200000 فرنك سويسري).

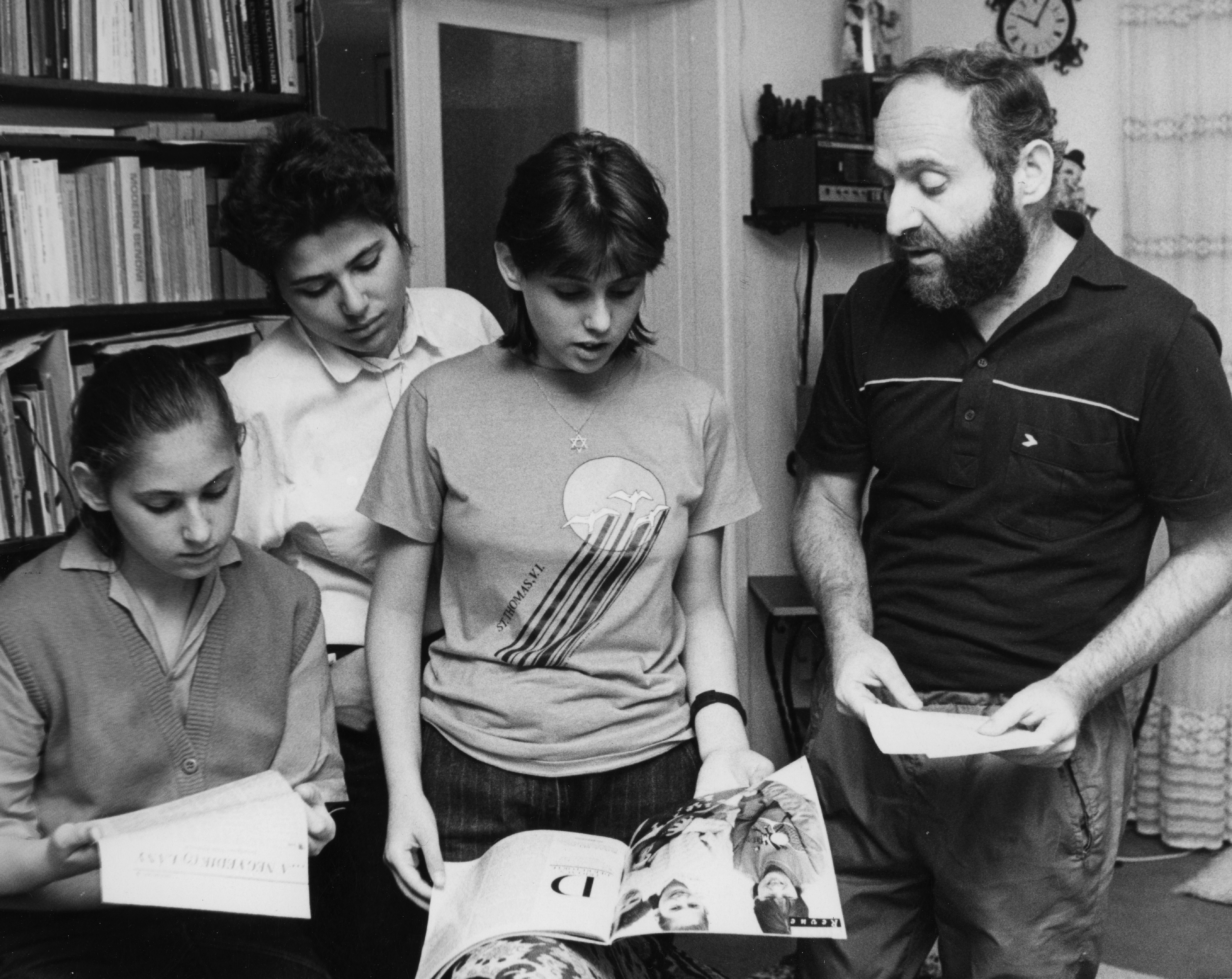
جوديت، زوزا، زوفيا، ولازلو بولغارس، 1989

عندما رفضت بولغار اللعب في ظل هذه الظروف، أعلن الاتحاد الدولي للشطرنج أنها خسرت اللقب، وبدلاً من ذلك نظمت مباراة بين تسي جون وأليسا جالياموفا لبطولة العالم للسيدات في الشطرنج، والتي فازت بها تسي جون. رفعت بولغار دعوى قضائية أمام محكمة التحكيم الرياضية في لوزان بسويسرا للحصول على تعويضات مالية واستعادة لقبها. في مارس 2001، تمت تسوية القضية، حيث سحبت بولغار ادعاءاتها ووافق الاتحاد الدولي للشطرنج على دفع أتعاب محامي بولغار بمبلغ 25000 دولار. نظرًا لتتويج تسي جون بالفعل بطلة العالم للسيدات، لم يتمكن الاتحاد الدولي للشطرنج من استعادة اللقب إلى بولغار. لم تشارك بولغار في دورات بطولة العالم للسيدات اللاحقة.

## المهنة الأمريكية

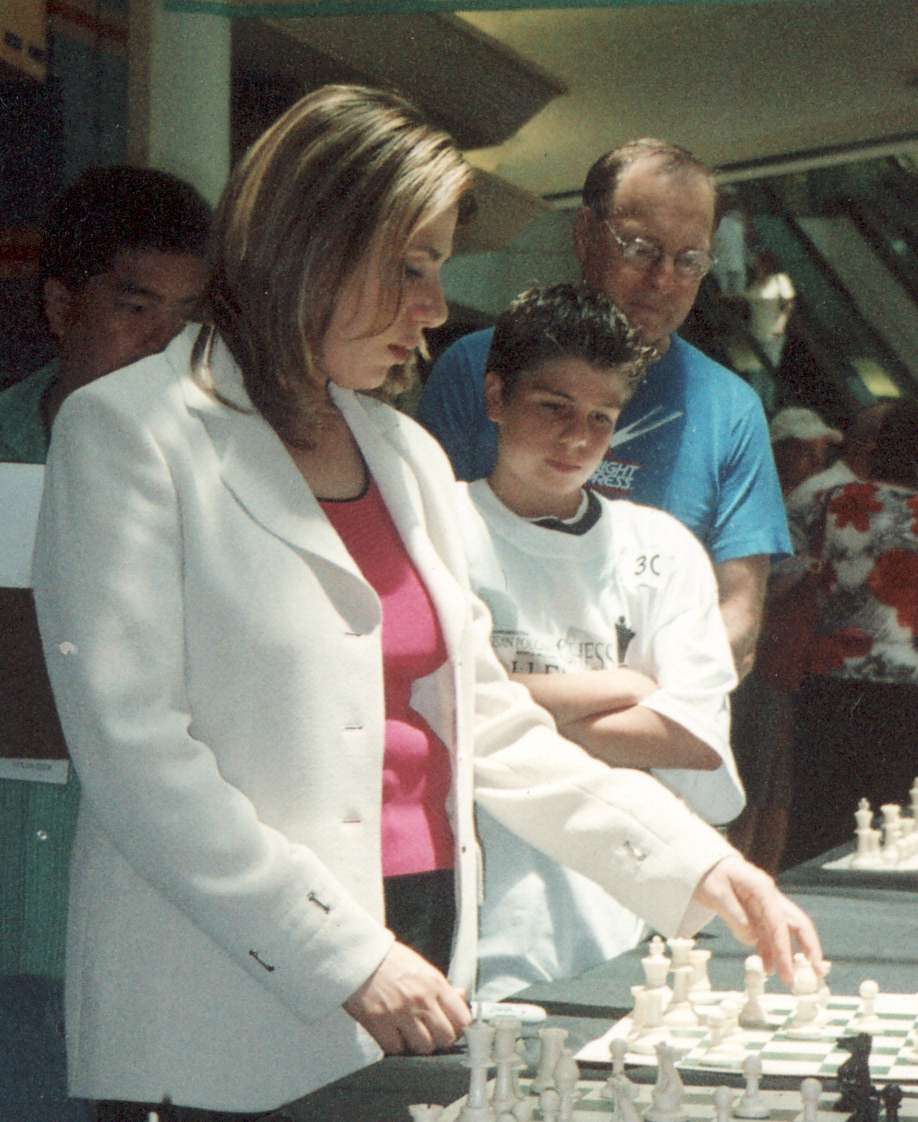
بولغار في معرض متزامن

في عام 2002، غيرت بولغار اتحادها الوطني من المجر إلى الولايات المتحدة. أطلق عليها اتحاد الولايات المتحدة للشطرنج لقب "سيدة العام" في عام 2003، وهي المرة الأولى التي تفوز فيها امرأة بهذا الشرف. في نفس العام، أصبحت بولغار أيضًا أول امرأة تفوز ببطولة الولايات المتحدة المفتوحة للهجوم الخاطف، في مواجهة ملعب ضم سبعة أساتذة كبار. وفازت بهذا اللقب مرة أخرى في عامي 2005 و2006.
تدربت ولعبت على اللوحة الأولى لفريق الولايات المتحدة النسائي في أولمبياد الشطرنج 2004 الذي أقيم في أكتوبر في كالفيا في جزيرة مايوركا بإسبانيا. بشكل عام، فازت بالميدالية الفضية، وفازت بولغار بميدالية ذهبية فردية لحقق أعلى تصنيف أداء في حدث السيدات وأعلى مجموع نقاط. لديها إجمالي أحد عشر ميدالية أولمبية: أربع ذهبيات وأربع فضيات وثلاث برونزيات. لقد لعبت 56 مباراة في الأولمبياد للسيدات، ولم تخسر أي مباراة أبدًا.
في يوليو 2005، قدمت بولغار معرضً متزامنً كبيرًا في بالم بيتش، فلوريدا، محطمًا أربعة أرقام قياسية عالمية: أكبر عدد من المباريات المتزامنة التي لعبت (326، مع 309 فوزًا، و14 تعادلًا، و3 خسارات)؛ المباريات المتتالية التي لعبت (1,131)؛ أكبر عدد من المباريات التي الفوز بها (1112)؛ وأعلى نسبة انتصارات (96.93%).
في أكتوبر 2005، انضمت بولغار إلى الرئيس السوفييتي السابق ميخائيل جورباتشوف وبطل العالم السابق أناتولي كاربوف في ليندسبورغ، كانساس، للترويج لـ "الشطرنج من أجل السلام". هناك، شاركت بولغار في مباراة صراع الجبابرة - معركة بين الجنسين الثانية ضد كاربوف في نفس الموقع، حيث قام جورباتشوف بالخطوة الأولى لكاربوف. انتهت المباراة مع كاربوف بالتعادل 3-3، حيث فاز كل لاعب في مباراتين وتعادلين. أقيمت أول مباراة لهم في سبتمبر 2004. وانتهى ذلك أيضًا بالتعادل 3-3.
في يونيو 2006، نظمت بولغار ولعبت في كأس عمدة مدينة نيويورك لعام 2006، وهي مسابقة مدتها 30 دقيقة وهي البطولة المزدوجة الأعلى تصنيفًا في تاريخ الولايات المتحدة. لقد احتلت المركز الثاني خلف جاطا كامسكي وقبل ألكسندر أونيشوك وبوريس جولكو وإلدار إبراجيموف وألكسندر ستريبونسكي. في يوليو 2006، مثلت بولغار الولايات المتحدة في حدث جانبي لكأس العالم لكرة القدم في درسدن، ألمانيا. فازت بالحدث بفوزها على إليزابيث باهتز في النهائي.
حولت بولغار انتمائها الاتحادي إلى المجر في يونيو 2019.

## التدريب
في عام 1997، أسست بولغار مركز بولغار للشطرنج في فورست هيلز، نيويورك، لتدريب الأطفال على لعبة الشطرنج. أُغلق مركز بولغار للشطرنج في عام 2009 بعد انتقالها إلى جامعة تكساس التقنية في لوبوك، تكساس. وفي عام 2002، أنشأت مؤسسة سوزان بولغار. منذ ذلك الحين، قامت مؤسستها برعاية الدعوة الوطنية للفتيات، والبطولة الوطنية المفتوحة للبنين والبنات، وبطولة العالم المفتوحة للبنين والبنات، وبطولة أمريكا الشمالية لجميع الفتيات، وفريق الشطرنج للفتيات كل النجوم، وكأس عمدة مدينة نيويورك، وبطولة تري- تحدي الدولة للشطرنج المدرسي وكأس سبايس وسلسلة من بطولات الشطرنج المدرسية. أسست معهد سبايس في تكساس في عام 2007 وبدأت في تدريب فريق تكساس تك نايت رايدرز في عام 2007 أيضًا.

## تكساس تك نايت رايدرز
في عام 2007، وقعت سوزان بولغار على منصب المدرب الرئيسي لفريق الشطرنج تكساس تك نايت رايدرز. في أبريل 2011 ومرة أخرى في عام 2012، أصبح فريق تكساس تك نايت رايدرز أفضل فريق شطرنج جامعي في البلاد بفوزه بكأس الرئيس: الأربع الأخيرة في الشطرنج الجامعي.
في عام 2012، انتقلت مع أعضاء فريقها الجماعي للشطرنج إلى جامعة ويبستر في سانت لويس بولاية ميزوري.

## جامعة ويبستر
انضمت سوزان بولغار وبرنامج سبايس إلى جامعة ويبستر في ضواحي سانت لويس في عام 2012. فازت ويبستر بسباق الأربع الأخيرة في الشطرنج الجامعي في أعوام 2013 و2014 و2015 و2016 و2017، والمعروف أيضًا باسم كأس الرئيس. نتيجة لذلك، اعترف ببولغار كأفضل مدربة جامعية لعام 2012-13 من قبل منظم النهائي 4 بوز ألن هاملتون،. وقد فاز فريق الشطرنج بجامعة ويبستر أيضًا (أو تعادل لأول مرة) في بطولة عموم أمريكا بين الكليات 2012-2018.

## ألعاب بارزة
إليكم المباراة التي فازت بها بولغار وهو في السادسة عشرة من عمره:
بولغار ضد هارديكساي، بطولة الفرق المجرية 1985.

## معهد سبايس وكأس سبايس
في 12 مايو 2007، كانت بولغار هي المتحدثة الرسمية لحفل التخرج في جامعة تكساس التقنية. حصلت على درجة الدكتوراه الفخرية. وفي نفس اليوم، كما ورد في موقع لوبوك أونلاين، أعلن عن أنها اصبحت مدربة فريق تكساس تك للشطرنج وكانت مديرة معهد سوزان بولغار الجديد للتميز في الشطرنج (SPICE). في عام 2008، أعلنت سبايس عن تعهد بمبلغ 320 ألف دولار من جهة مانحة خاصة، لمنح تى تى اى للشطرنج على مدى السنوات الخمس المقبلة.
في عام 2007، استضافت تكساس تك وسوزان بولغار أول كأس سبايس والتي أصبحت منذ ذلك الحين أعلى بطولة دولية للشطرنج المستديرة تقام في الولايات المتحدة.

## فهرس
كتبت بولغار العديد من الكتب، غالبًا بالاشتراك مع بول ترونج، مدير أعمالها وزوجها (اللاحق):
- لعبة ملكة الملوك (مثل Zsuzsa Polgar؛ مع جاكوب شوتزمان) (1997) ISBN 0-9657059-7-8
- علم نفسك الشطرنج في 24 ساعة (مع بول ترونج) (2003) ISBN 0-02-864408-5
- دليل بطل العالم للشطرنج (مع بول ترونج) (2005) ISBN 0-8129-3653-1
- اختراق (مع بول ترونج) (2005) ISBN 1-8574-4381-0
- تكتيكات الشطرنج للأبطال (مع بول ترونج) (2006) ISBN 0-8129-3671-X
- غني كملك: كيف يمكن لحكمة الشطرنج أن تجعلك أستاذًا كبيرًا في الاستثمار (مع دوغلاس غولدشتاين) (2014) ISBN 978-1-63047-097-5
- تعلم الشطرنج بالطريقة الصحيحة، الكتاب الأول يجب أن يعرف زملاءه (2016) ISBN 978-1-941270-21-9
- تعلم الشطرنج بالطريقة الصحيحة، الكتاب الثاني المواد الفائزة (2016) ISBN 978-1-941270-45-5
- تعلم الشطرنج بالطريقة الصحيحة، الكتاب الثالث إتقان التقنية الدفاعية (2016) ISBN 978-1-941270-49-3
- تعلم الشطرنج بالطريقة الصحيحة، الكتاب الرابع: التضحية من أجل الفوز (2017) ISBN 978-1-941270-65-3
- تعلم الشطرنج بالطريقة الصحيحة، الكتاب الخامس: العثور على الحركات الفائزة (2017) ISBN 978-1-941270-66-0

بولغار هي أيضًا صحفية شطرنج، ولها أعمدة في حياه شطرنج، وحياه شطرنج للاطفال، وشطرنج قهوه، وشطرنج، وجورجيا الشطرنج، وجورجيا الشطرنج، والإمبراطورية الشطرنج، ومدرسه ماتس، وأوروبا الشطرنج، وغيرها. كما أنها تنشر مدونة بعنوان أخبار الشطرنج اليومية مع تحديثات يومية حول أخبار الشطرنج ومشاكل تمارين الشطرنج اليومية. لقد أصدرت سلسلة من مقاطع الفيديو التعليمية للشطرنج.